# Huon de Méry
Huon de Méry fue un trovador francés del siglo XIII que floreció en 1228. Fue originario de Méry-sur-Seine, siendo tal vez miembro de una familia de señores según el historiador Louis Hardouin Prosper Tarbé.

## Obras
Se le atribuye Li tornoiemenz Antecrist (c. 1235), cuento alegórico bélico cerca del bosque de Brocéliande que enfrenta los vicios del diablo contra las virtudes del señor celestial. Se cree que esta obra tuvo muchos lectores durante su época dado que el manuscrito estaba presente en muchas bibliotecas grandes; la biblioteca del rey de Cerdeña tenía un ejemplar adornado con miniaturas (n.°G, 1, 19), la biblioteca del Vaticano uno de los manuscritos de la reina de Suecia (n.°1361), entre otros.
En su novela, Huon de Mery, religioso de la Abadía de San Germán de Auxerre, se reseña como un caballero que se presenta como un símil de los Caballeros de la Mesa Redonda, colocándose, como Chrétien de Troyes, en las filas de los ejércitos celestiales para ir con casco y espada en contra de los peligros y encantamientos.